# Xylotype arcadia
Xylotype arcadia là một loài bướm đêm trong họ Noctuidae.